# أبرشية الروم الكاثوليك لروسكي كرستور
أبرشية الروم الكاثوليك في روسكي كرستور (بالصربية: Крстурска гркокатоличка епархија)‏ هي أبرشية (أبرشية) الكنيسة الكاثوليكية للكاثوليك الشرقيين من الطقوس البيزنطية في صربيا. تأسست في عام 2003 باسم «إكسرخسية رسولية لصربيا والجبل الأسود» وتم تقليصها إلى أراضي صربيا في عام 2013. في عام 2018، ارتقت إلى أبرشية من قبل البابا فرانسيس. يرأسها المطران اورا دزودزار منذ عام 2003.
الأبرشية هي جزء من الكنيسة اليونانية الكاثوليكية في كرواتيا وصربيا، جنبًا إلى جنب مع أبرشية كريكيفتشي اليونانية الكاثوليكية في كرواتيا. من حيث الاختصاص، فإن الأبرشية معفاة وتخضع مباشرة للكرسي الرسولي. لا توجد مقاطعات كنسية تنتمي إليها في الكنيسة اليونانية الكاثوليكية في كرواتيا وصربيا، والتي تفتقر إلى متروبوليت خاص بها، حيث أن الولاية القضائية الأخرى الوحيدة، أبرشية كريسيفتسي، هي حق الاقتراع لأبرشية الروم الكاثوليك في زغرب.
يقدم الأبرشية في الغالب مجموعة من روسين الكاثوليك اليونانية في منطقة فويفودينا.

## إكسرخسية الرسولية لصربيا والجبل الأسود (2003-2013)
كانت أبرشية كريجيفتشي اليونانية الكاثوليكية تتمتع بسلطة كاملة على جميع الكاثوليك الشرقيين من الطقوس البيزنطية في جميع أنحاء إقليم يوغوسلافيا السابقة حتى عام 2001، بما في ذلك جميع الدول التي خلفتها: كرواتيا وسلوفينيا والبوسنة والهرسك وصربيا والجبل الأسود ومقدونيا الشمالية.
بعد تشكيل دول شبه مستقلة لما كانيعرف بيوغوسلافيا، بدأت عملية إعادة التنظيم الإداري. في عام 2001، تشكلت إكسرخسية رسولية بيزنطية كاثوليكية منفصلة في مقدونيا للكاثوليك الشرقيين من الطقوس البيزنطية في مقدونيا المجاورة. وفصلت تمامًا عن أبرشية كريسفاجي وخضعت مباشرة للكرسي الرسولي.
أنشأت إكسرخسية رسولية جديدة للكاثوليك من الطقوس البيزنطية في صربيا والجبل الأسود في عام 2003، إكسرخسية الرسولية لصربيا والجبل الأسود. كان الأسقف الأول والوحيد هو الأسقف أورا دودار، الذي عين في 28 أغسطس (2003)، ومقره في روسكي كرستور. وظلت هذه بطريرك بالتعاون مع أبرشية كريزفاسي.
في عام 2004، كان لدى الإكسرخسية الرسولية لصربيا والجبل الأسود 26 رعية مع 22934 مؤمنًا و 18 كاهنًا، وفي عام 2009 كان لديها 21 رعية مع 22369 مؤمنًا و 18 كاهنًا.

## إكسرخسية صربيا الرسولية (2013-2018)
في 19 كانون الثاني (يناير) 2013، عُهد بجميع الكاثوليك اليونانيين في الجبل الأسود إلى الأساقفة اللاتين المحليين، لذلك قلص اختصاص بطريرك الرسولي لصربيا والجبل الأسود إلى صربيا فقط. بقي المطران أورا دودار في منصبه كإرشيخ. لا تزال إكسرخسية صربيا الرسولية مرتبطة بالأبرشية الكاثوليكية اليونانية في كريشيفتشي كجزء من الكنيسة اليونانية الكاثوليكية في كرواتيا وصربيا.
تمارس Exarchate الرسولي في صربيا الليتورجيا في الشكل السلافي للطقوس البيزنطية وتستخدم اللغة السلافية للكنيسة القديمة والأبجدية السيريلية. أتباع الطقوس البيزنطية الكاثوليكية الشرقية في صربيا هم بشكل أساسي من الروسين، الأوكرانيون، والرومانيين. في عام 2016، كان لدى إكسرخسية صربيا 21 رعية مع 21845 مؤمنًا و 21 كاهناً.

## أبرشية الروم الكاثوليك لرسكي كرستور (منذ 2018)
في 6 ديسمبر 2018، ورقي الرسولي إكسرخسية صربيا البابا فرانسيس إلى رتبة أبرشية و ورا دزودزار عين أول الأبرشيات مطران.

## صالة عرض

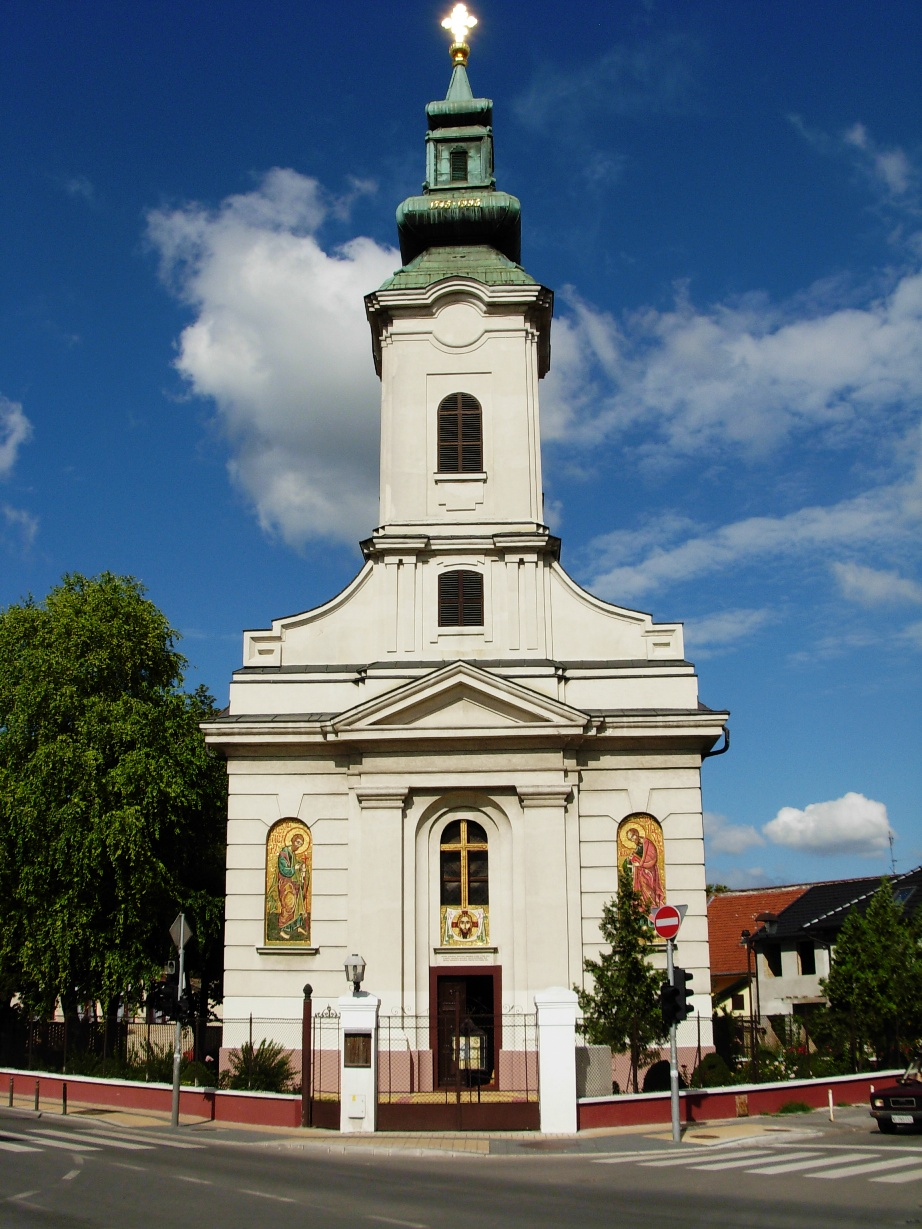
كنيسة القديس بطرس وبولس الكاثوليكية اليونانية في نوفي ساد، صربيا
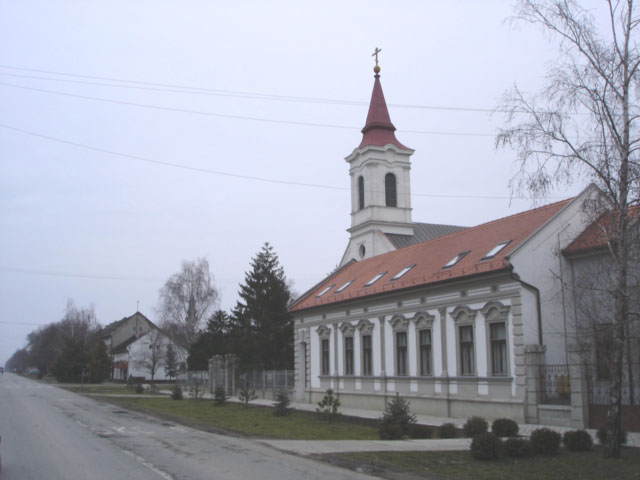
الكنيسة الكاثوليكية اليونانية في دجوردجيفو ، صربيا
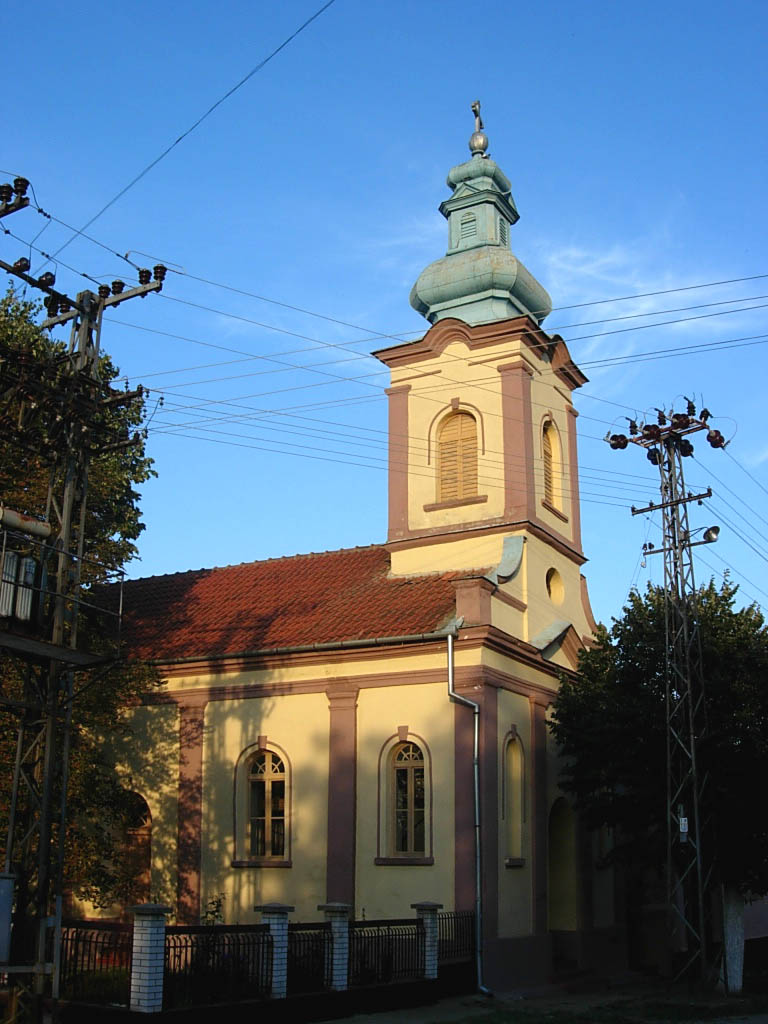
الكنيسة الكاثوليكية اليونانية في ماركوفاتش، صربيا
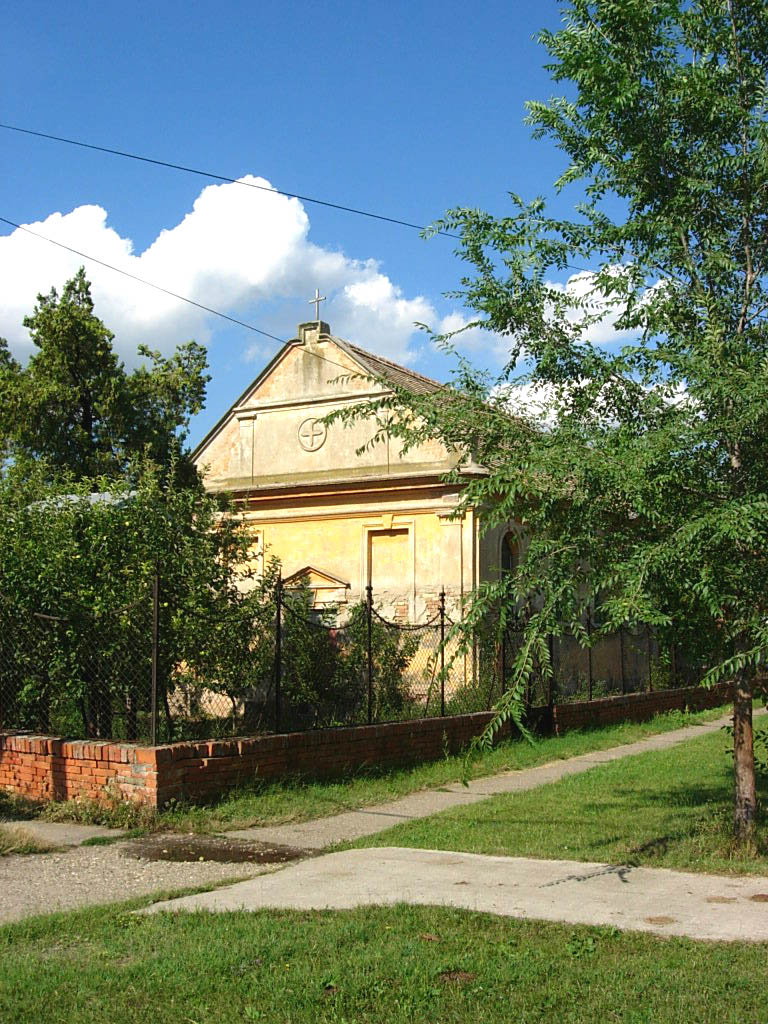
الكنيسة الكاثوليكية اليونانية في يانكوف موست  [لغات أخرى]‏، صربيا

## روابط خارجية
- أبرشية كريشيفتشي باللغة الكرواتية
- إكسرخسية مقدونيا الرسولية (2001-2018) في التسلسل الهرمي الكاثوليكي
- إكسرخسية صربيا الرسولية (2013-2018) في التسلسل الهرمي الكاثوليكي
- Rusyns في صربيا
- المعلومات الكاثوليكية